# Catarina de Foix
Catarina de Foix ou Catarina de Navarra (em castelhano:  Catalina, em francês:  Catherine, em basco:  Katalina; 1470 — Mont-de-Marsan, 12 de fevereiro de 1517) foi rainha soberana de Navarra, duquesa de Gandia, condessa de Foix, Bigorra e Ribagorça, duquesa de Montblanc, duquesa de Penafiel e viscondessa de Bearne. 

## Biografia
Ela era a filha caçula de Gastão de Foix, Príncipe de Viana e de Madalena da França, irmã do rei Luís XI. Casou-se com João III de Albret em 1484, o cumprir os 16 anos. Desta união nasceram 11 filhos.
A prematura morte de seu irmão mais velho Francisco Febus, em 1483, tornou-a na rainha de Navarra, sob a regência de sua mãe, Madalena. Seu tio João de Foix, segundo na ordem de sucessão, amparando-se na Lei Sálica, disputou-lhe o trono entre 1483 e 1492, desencadeando-se a Guerra Civil de Navarra entre beaumonteses e agramonteses. 
A morte em Medina del Campo de sua filha Madalena, refém de Fernando o Católico (1504), provocou novas guerras entre os monarcas navarros e o conde de Lerín, (1506-1508). 
A inclinação que sentiam os reis navarros pela política francesa e as negociações para casar a seu primogênito Henrique, Príncipe de Viana, com uma filha de Luís XII da França, foram os argumentos utilizados por Fernando o Católico para enviar o Duque de Alba para conquistar o Reino de Navarra em 1512. Em 25 de julho de 1512 Fadrique de Toledo, duque de Alba, ocupou Pamplona. A família Real teve que fugir e buscar refúgio na Baixa Navarra e em Béarn. 
Em 23 de março de 1513, as Cortes de Navarra, reunidas em Pamplona e que só tinham beaumonteses, proclamaram à Fernando o Católico "Rei de Navarra". Posteriormente em 1515 as Cortes de Castela em Burgos, sem a presença de nenhum navarro como representante, anexaram a Alta Navarra à Coroa de Castela.
Todos as tentativas posteriores por parte de Catarina e João de Albret para recuperar seu reino foram inúteis. Desde 1513 e até o momento de sua morte (1517), Catarina exerceu seu reinado somente sobre a parte de Navarra ao norte dos Pirenéus (chamada Baixa Navarra ou Merindade de Ultraportos). 
A rainha morreu no dia 12 de fevereiro de 1517, aos 47 anos de idade. Ela foi sepultada na Catedral de Lescar, na Nova Aquitânia. 

## Casamento e descendência
Catarina desposou João d'Albret, filho de Alano d'Albret e Francisca de Blois ,em janeiro de 1484. Deste matrimónio gerou-se a seguinte descendência: 
- Ana d'Albret, infanta de Navarra, (Pau, 19 de maio de 1492 - Pau, 15 de agosto de 1532);
- Madalena d'Albret, infanta de Navarra, (Olite, 29 de março de 1494 - Medina del Campo, maio de 1504);
- Catarina d'Albret, infanta de Navarra, (Pamplona 1495 -  Caen, novembro 1532), abadessa da Santa Trindade de Caen
- Joana d'Albret, infanta de Navarra, (Pamplona, 15 de junho de 1496 - Pamplona, depois de novembro de 1496);
- Quitéria d'Albret, infanta de Navarra, (1499 - Montvilliers, setembro ou outubro de 1536), abadessa de Montvilliers;
- Um filho, nascido e morto em junho de 1500;
- André Febus d'Albret, infante de Navarra, (Pamplona, 14 de outubro de 1501 - Sanguesa, 17 de abril de 1503);
- Henrique d'Albret, (Sangüesa, 18 de abril de 1503 - Hagetmau, 25 de maio de 1555), rei de Navarra com o nome de Henrique II;
- Boaventura d'Albret, infanta de Navarra, (Pamplona, 14 de julho de 1505, morta jovem);
- Martim d'Albret, infante de Navarre, (1507, morto jovem);
- Francisco d'Albret, infante de Navarre, (1508 - Sauveterre de Bearn, depois de 28 setembro de 1512);
- Carlos d'Albret, infante de Navarra, (Pau, 12 de dezembro de 1510 - Nápoles, setembro de 1528);
- Isabel d'Albret, infanta de Navarra, (1513-1560) casou em Fontainebleau, a 16 de agosto de 1534, com René I de Rohan, conde de Porhoët.